# 12411 Tannokayo
12411 Tannokayo eller 1995 SQ3 är en asteroid i huvudbältet som upptäcktes den 20 september 1995 av de båda japanska astronomerna Kazuro Watanabe och Kin Endate vid Kitami-observatoriet. Den är uppkallad efter läraren Kayo Tanno.